# Tsjoeden

globale verspreiding van de Fins-Permische volkeren omstreeks 1000 AD
Tsjoeden
Wepsen
Komi
Merja
Mari
Mesjtsjera
Moeroma
Mordwienen

Tsjoeden is de vroegere benaming van Fins-Oegrische volkeren in noordwest Rusland. De benaming wordt met name gebruikt voor de vroege Esten.
Het Peipusmeer op de grens van Rusland en Estland heet in het Russisch Чудское озеро; Tsjoedskoje ozero, het Tsjoedische meer.